# Аполо 9
Аполо 9 (енгл. Apollo 9) је била свемирска летелица, лансирана из Свемирског центра Кенеди 3. марта 1969. Ово је био први лет у свемир месечевог модула са посадом са задатком оспособљавања месечевог модула (званог Паук) за операције на Месецу. Приликом лета у земљиној орбити који је трајао десет дана месечев модул био је одвојен од остатка летелице приближно 70 сати при чему је тестирано раздвајање од командног модула, самостални лет месечевог модула и пристајање уз командни модул. Као резултат неповољног времена у планираном пристанишном подручу, Аполо 9 је завршио раније орбитирање, и се успјешно вратио на Земљу.